# Lucy (film)
Lucy är en fransk science fiction-film från 2014. Filmen är regisserad av Luc Besson som även har skrivit manus.
Filmen hade premiär i Sverige den 22 augusti 2014, utgiven av Universal Pictures.

## Rollista (i urval)
- Scarlett Johansson – Lucy
- Morgan Freeman – Professor Norman
- Choi Min-sik – Mr. Jang
- Amr Waked – Pierre Del Rio
- Julian Rhind-Tutt – The Limey
- Pilou Asbæk – Richard
- Lio Tipton – Caroline
- Nicolas Phongpheth – Jii
- Jan Oliver Schroeder – German Mule
- Luca Angeletti – Italian Mule